# Rhanidopsis neophantes
Rhanidopsis neophantes är en fjärilsart som beskrevs av Reginald James West 1930. Rhanidopsis neophantes ingår i släktet Rhanidopsis, och familjen mätare. Inga underarter finns listade.